# サン・プロコーピオ
サン・プロコーピオ（イタリア語: San Procopio）は、イタリア共和国カラブリア州レッジョ・カラブリア県にある、人口約500人の基礎自治体（コムーネ）。

## 地理

### 位置・広がり

#### 隣接コムーネ
隣接するコムーネは以下の通り。
- コゾレート
- メリクッカ
- オッピド・マメルティーナ
- サンテウフェーミア・ダスプロモンテ
- セミナーラ
- シノーポリ